# Arotrobates lanceolatus
Arotrobates lanceolatus är en kvalsterart som beskrevs av Malcolm Luxton 1992. Arotrobates lanceolatus ingår i släktet Arotrobates och familjen Selenoribatidae. Inga underarter finns listade i Catalogue of Life.